# (293926) Harrystine
(293926) Harrystine est un astéroïde de la ceinture principale.

## Description
(293926) Harrystine est un astéroïde de la ceinture principale. Il fut découvert le 2 octobre 2007 à Charleston (ville de l'Illinois) par l'Observatoire de recherche astronomique. Il présente une orbite caractérisée par un demi-grand axe de 2,31 UA, une excentricité de 0,17 et une inclinaison de 2,2° par rapport à l'écliptique.

## Compléments